# Анкудинов, Андрей Евгеньевич
Андрей Евгеньевич Анкудинов (род. 11 февраля 1991, Свердловск, СССР) — российский хоккеист, нападающий.

## Карьера
Воспитанник хоккейной школы уфимского «Салавата Юлаева». Начал свою профессиональную карьеру в Уфе, во втором составе «Салавата Юлаева», а позже и в составе команды молодёжной хоккейной лиги «Толпар».
Серебряный призёр юниорского чемпионата мира 2009 в составе сборной России.
С 2010 по 2012 год, был командирован в команду высшей хоккейной лиги, нефтекамский «Торос», в котором стал обладателем Кубка Братина в сезоне 2011/2012. Также, был вызван на помощь клубу первенства молодёжной хоккейной лиги-2 нефтекамскому «Батыру», в составе которого провел 4 матча плей-офф и заработал 3 очка по системе гол+пас.
Летом 2012 года московский «Спартак» заключил контракт с хоккеистом. В составе красно-белых Анкудинов начал выступать за «МХК Спартак», но позже стал больше проводить времени в основной команде. Дебютировал в КХЛ 3 сентября 2012 года, в домашнем матче против новокузнецкого «Металлурга». 17 сентября в домашнем матче против новосибирской «Сибири», отмечается своей первой заброшенной шайбой в КХЛ, а также отдал две результативные передачи.
В сезоне 2013/2014 перешёл в систему аффилированного «Спартаку» клуба ВХЛ, красноярский «Сокол».
В октябре 2013 года в результате обмена на Алексея Гришина вернулся в свой родной клуб.
3 ноября 2015 года был обменян в «Югру» на 18-летнего Руслана Петрищева, который приехал в «Салават Юлаев».
4 октября 2022 года подписал контракт с клубом «Могилёв» из белорусской экстралиги.

## Достижения
- Мастер спорта
- Серебряный призёр юниорского чемпионата Мира 2009
- Бронзовый призёр Первенства МХЛ: 2011/2012
- Обладатель кубка Братина 2011/2012
- Серебряный призёр МХЛ: в сезоне 2012/2013
- Серебряный призёр КХЛ: в сезоне 2013/2014
- Серебряный призёр ВХЛ: в сезоне 2013/2014